# Cylindrodon
Il cilindrodonte (gen. Cylindrodon) è un mammifero roditore estinto, appartenente agli aplodontoidi. Visse nell'Eocene superiore (circa 37 - 34 milioni di anni fa) e i suoi resti fossili sono stati ritrovati in Nordamerica.

## Descrizione
Questo animale doveva avere un aspetto simile a quello di uno scoiattolo, o forse di una piccola marmotta. Era caratterizzato da una scatola cranica grande e appiattita, e le bolle timpaniche erano di grandi dimensioni. Il muscolo massetere era limitato alla superficie ventrale dello zigomo. La mandibola e il muso erano corti e massicci; i denti della zona delle guance erano a corona alta (ipsodonti). I molari superiori erano privi di mesocono e assomigliavano a quelli di un altro roditore arcaico, Paramys, ma lo pseudipocono era meno sviluppato. 

## Classificazione
Il genere Cylindrodon venne istituito nel 1902 da Earl Douglass, sulla base di resti fossili ritrovati in terreni dell'Eocene superiore in Montana; la specie tipo è Cylindrodon fontis. Altre specie attribuite a questo genere sono C. collinum del Saskatchewan, C. nebraskensis del Nebraska (la specie di maggiori dimensioni), C. solarborus e C. natronensis dello Wyoming. 
Cylindrodon è il genere eponimo dei cilindrodontidi (Cylindrodontidae), un gruppo di roditori dai caratteristici molari, tipici dell'Eo-Oligocene di Nordamerica e Asia. A questa famiglia sono stati ascritti anche Orientocylindrodon della Cina e Mysops del Nordamerica. I cilindrodontidi sono stati classificati tra gli aplodontoidi (Aplodontoidea), un gruppo di roditori arcaici rappresentati attualmente dal solo castoro di montagna (Aplodontia rufa).

## Paleobiologia
È probabile che Cylindrodon, al contrario di numerosi altri roditori eocenici, fosse un animale fossorio in grado di scavare tane nel terreno.